# Bala Hissar (Kabul)
Bala Hissar (en persa: بالاحصارt, 'lloc elevat'), oficialment Qalat Bala Hissar (qalat significa 'fortificació'), és una antiga ciutadella al sud de la ciutat vella de Kabul, capital de l'Afganistan. Construïda a l'entorn dels segles V-VI pels heftalites i ampliada en els segles IX-XI pels shanis hindús, es troba al nord del llac Hashmat Jan, a la banda sud de la serralada Kōh-e-Sherdarwaza. Les antigues muralles de Kabul comencen en aquesta fortalesa i segueixen la carena en una àmplia corba fins a arribar al riu.
La ciutadella té portes d'accés, algunes donen al Kōh-e Shēr Darwāzah (lit. ‘muntanya de la porta del lleó’), al sud de Kabul, a l'oest del llac. Al llarg dels segles protegia i allotjava la noblesa i als servents i les seues famílies; podia albergar fins a mil persones en temps de setge. Originàriament es va dividir en dues parts: la fortalesa inferior, amb els estables, casernes, tres palaus i una mesquita; i la fortalesa superior —la pròpiament anomenada Bala Hissar—, amb l'armeria, els graners i els famosos calabossos de Kabul, coneguts com Siyah Chal (lit. ‘el fossat negre’).
Durant 15 segles, Bala Hissar fou residència dels emirs afganesos, fins a les guerres angloafganeses del segle XIX , després de les quals restà en ruïnes fins hui. El 2018, el llavors president afganés Ashraf Ghani decretà la restauració de la fortificació, i a l'octubre del 2020 es publicà que tota la zona esdevindria un parc arqueològic en un termini de quatre anys. La pandèmia de COVID-19 i la caiguda de Kabul (i del país) pel nou govern talibà el 2021 han frustrat de moment aquest projecte.

## Història

### Antiguitat i edat mitjana
Els orígens de Bala Hissar són incerts. En els voltants s'han recuperat terrisseria anterior a l'Imperi kuixan i monedes indogregues (Regne de Yavana) i fins i tot aquemènides, la qual cosa suggereix l'existència d'assentaments a la zona des de l'Antiguitat. Les recerques realitzades al 2007 per la Delegació arqueològica francesa a l'Afganistan (DAFA) van confirmar que a tot tardar en el segle ii abans de la nostra era ja s'havien fet obres de fortificació a l'extrem occidental del cim Sheer-i Darwaze: un sistema de murs disposats en fileres que cobrien el sud de la ciutat i la connectaven amb el cim de Kouh-i Aseman, d'un costat, i de l'altre amb els monestirs budistes fortificats a la conca del Kabul (Tepe Naranj, Tepe Marandjan, etc.).
Quant a l'existència de la ciutadella, les troballes la situen en el segle V, i en tot cas durant el domini dels heftalites (segle VI). Les estructures defensives s'alçaren a l'entorn d'un sistema de terrasses que cobrien el cim, al punt més alt del qual degué haver-hi un mausoleu. Uns pantans protegien els flancs nord i oest de la fortalesa i proporcionaven. És probable que formàs part de les campanyes turques a la regió a la fi del VI, i dels avanços àrabs en el segle vii, quan la vall de Kabul fou el principal centre de resistència contra l'expansió de l'incipient islam. Tant els àrabs com els samànides, els turcs shahis i els hindús shahis que els van seguir farien ús de la fortalesa per la seua avantatjosa ubicació i per ser Kabul tradicionalment punt de trobada entre Tatarstan, l'Índia i Pèrsia. Siga com siga, les dades sobre la seua història més antiga són molt escasses.

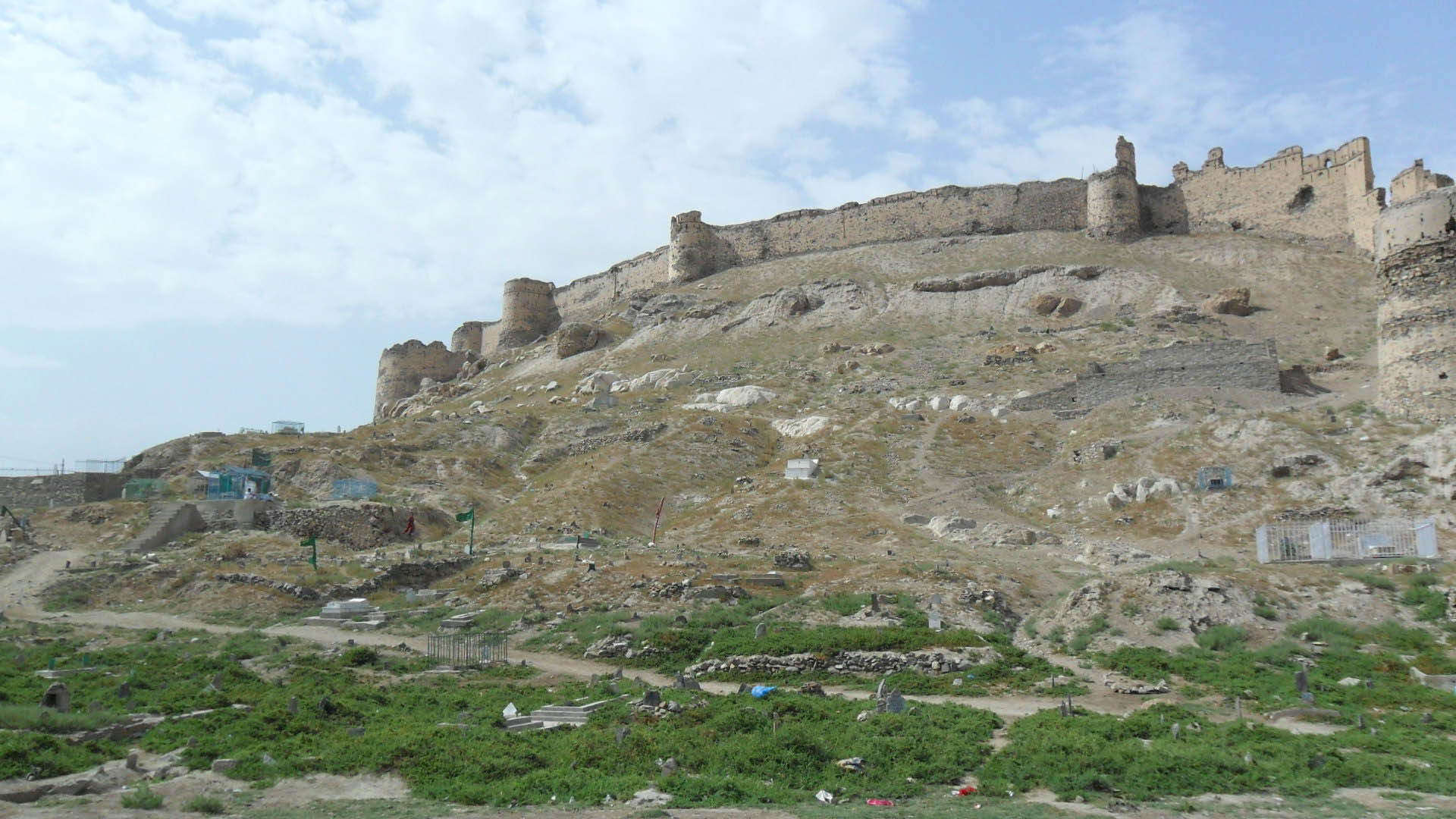
Bala Hissar: vista des del cementeri que voreja la fortalesa

Tampoc no hi ha massa informació sobre la història medieval de la fortalesa. Cap a finals del segle x, Kabul estigué sota domini dels gaznèvidas. Es diu que el 1031, el tercer sultà d'aquesta dinastia, Massud I, passà revista a «1.670 elefants de guerra, tots equipats i llestos per a l'acció» des de la principal fortalesa de la ciutat (tot i no esmentar-ne el nom). Evidentment, una força tan gran no podia tenir la base a Bala Hissar, però indica la importància militar que tenia la ciutat (en tot cas, en la batalla de Dandanaqan, en què Massud I fou derrotat, només hi participaren entre cent i tres-cents elefants, per la qual cosa aquesta xifra pot ser una exageració). Els gaznèvides van ser succeïts pels gúrides el 1148, que al seu torn van caure sota domini anuixtigínida (Imperi corasmi) a principis del segle xiii. Aquest tampoc no duraria gaire, perquè ja al 1221, Genguis Kan va perseguir l'exèrcit anuixtigínida fins al riu Indus, i passà l'hivern a prop de Kabul. Després de la caiguda de l'Imperi mongol un segle i mig després, la ciutat caigué sota domini de l'Imperi timúrida. El turcomongol Tamerlà, fundador de l'imperi, nomenà un dels seus nets governador de la ciutat (i és plausible que utilitzàs la ciutadella com a residència, tot i que tampoc no se'n sap). El mateix Tamerlà hi transità al 1398, camí de l'Índia.

### Edat moderna
Amb tot, és a partir de començaments de l'edat moderna que comença a documentar-se una activitat més notable a Bala Hissar, amb el sorgiment de l'Imperi mogol, i més concretament amb el setge i conquesta de la ciutat al 1504 per Baber, fundador de la dinastia. Després de morir-se el 1501 Ulugh Beg, xa i governador de Kabul descendent de Tamerlà (a més de prolífer científic i astrònom), el seu fill no va arribar a governar i fou enderrocat en una revolució, seguida per un període de desgovern en el qual un usurpador pujà al poder. Poc després, Baber (Zahir-ad-din Mohammed), nebot de Beg i també descendent de Tamerlà, recuperà la ciutat (com a governador, però no xa). En Babernama (Cartes de Baber), es descriu una contundent acció enfront de la Porta de Lahore, que es trobava al peu nord de la fortalesa, seguida de la rendició de la ciutadella i de la ciutat. Baber, que havia perdut les seues terres ancestrals a Àsia Central, feu de Kabul la seua base durant 22 anys (fins que marxà a l'Índia), durant els quals la ciutat va consolidar la seua importància comercial. El mateix Baber, que accediria al tron de xa el 1526 (després de prendre Delhi i fer-se amb un vast territori del subcontinent indi), i fundà amb això l'Imperi mogol, va preferir viure tot aqueix temps en tendes de campanya en els amplis jardins que ell mateix va construir al voltant de Kabul.
Des del seu palau a Delhi, continuava mantenint un vincle especial amb Kabul i la seua fortalesa, que descrigué com «situada en un indret espaiós, amb una bella vista i envoltada de prades verdes». Un fragment de Babernama diu: «Beveu vi al fort de Kabul i torneu a omplir la copa sense parar; perquè Kabul és muntanya, riu, ciutat i plana en una». El seu interés per la ciutadella es reflecteix en una missiva que envià el 1529 des de Bengala al seu governador a Kabul, mostrant inquietud per un edifici de rajola cremada que s'estava construint en la fortalesa. Hi dona instruccions sobre com procedir en funció de l'existència o manca de plans específics. A causa de l'estat actual de Bala Hissar, no se sap si aquest edifici s'acabaria finalment.
Baber va morir a Agra el 1530, i uns anys més tard el seu cos fou traslladat a Kabul i soterrat pel seu fill i hereu Humayun (segon emperador mogol) al seu jardí favorit (actual Bagh-e Baber) a l'oest de Bala Hissar (al cost del riu Kabul). Humayun heretà un imperi immens però poc organitzat i amb focus de rebel·lió. Els seus deu anys de regnat foren molt convulsos, i de fet fou destronat durant 15 anys després de perdre el control sobre les seues terres, primer a Xer-Xah Surí, fundador de l'Imperi surí (després d'envair Bengala). Com a conseqüència, va posar rumb a Pèrsia, on el gran xa, antany aliat de son pare, li oferí tropes perquè pogués recuperar el tron. Quan tornà a Kabul, el seu mig germà Kamran Mirza ja havia reconquerit la ciutat dels surís. En una sèrie de combats al 1545, després de recuperar Kandahar (també presa per Karman), Humayun tornà a governar Kabul després d'arrabassar-li-la finalment al seu germà (a qui va encegar i envià a la Meca com a penitència). En els següents deu anys, Humayun establí el seu centre de poder a la ciutadella de Kabul, tot i que només recuperaria la part indopaquistaní del seu imperi (i es restabliria com a xa mogol) el 1555, primer amb la presa de Peshawar (1554) i després amb la de Lahore i, també, després de véncer en la batalla de Macchiwara, amb la presa de Delhi (uns mesos després moriria accidentalment en la seua llibreria al pavelló de Xer Mandal).

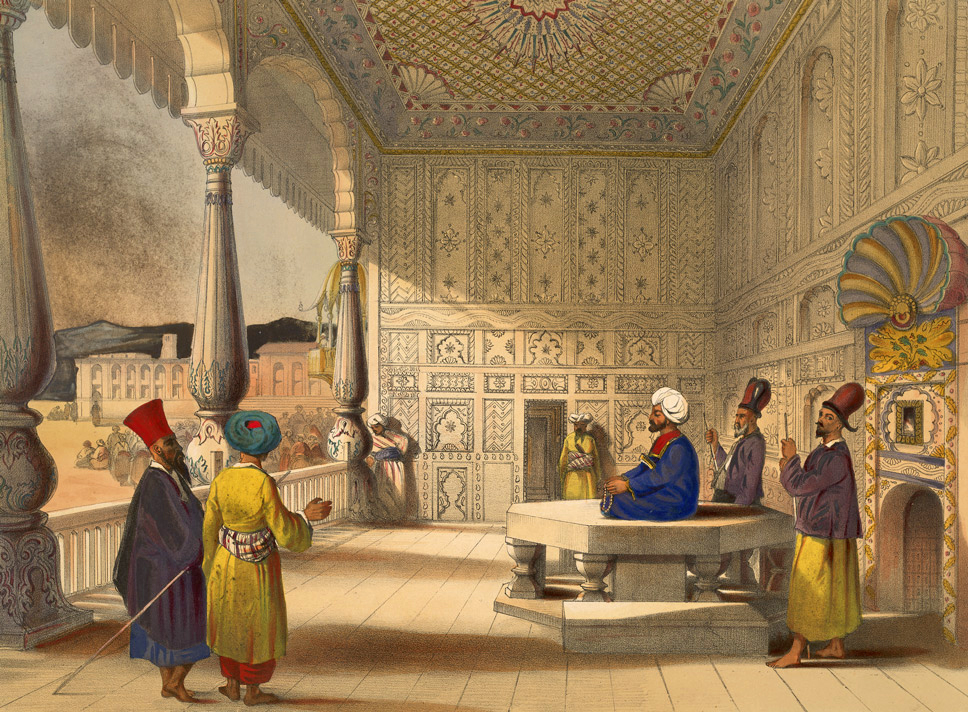
Dibuix de 1848 fet pel tinent James Rattray de l'Exèrcit britànic, mostrant l'últim emperador afganés de la dinastia durrani, Xa Xuja, segut a la sala del tron a la ciutadella de Bala Hissar, el dia de la seua coronació el 1839

Quan Akbar, el seu fill, li va succeir i consolidà el domini sobre Kabul, aquest feu de la ciutadella el lloc de residència principal del subadar de Kabul. Sota el seu regnat, el fort fou ampliat i reforçat, esdevingué una imponent fortalesa palatina, comparable en grandària a les fortificacions de les dues capitals mogoles, Agra i Lahore (el fort d'Agra i el de Lahore són Patrimoni de la Humanitat, que a diferència de Bala Hissar, s'han conservat en perfecte estat). Al començament del segle xvii, el seu successor Jahangir enderrocà algunes antigues edificacions i les va substituir per nous palaus, sales de festeig i un charbagh. El seu fill i successor, Xa Jahan, encara sent príncep, construí notables estances per a ús propi dins la fortalesa, admirades per son pare. Ja com a emperador, Jahan va passar gran part del seu regnat batallant de llarg a llarg de l'imperi; fixà la residència a Bala Hissar durant la Guerra mogolsafàvida. El seu successor, Aurangzeb, estricte practicant de la llei islàmica conegut per la seua crueltat, construí la mesquita de la fortalesa.

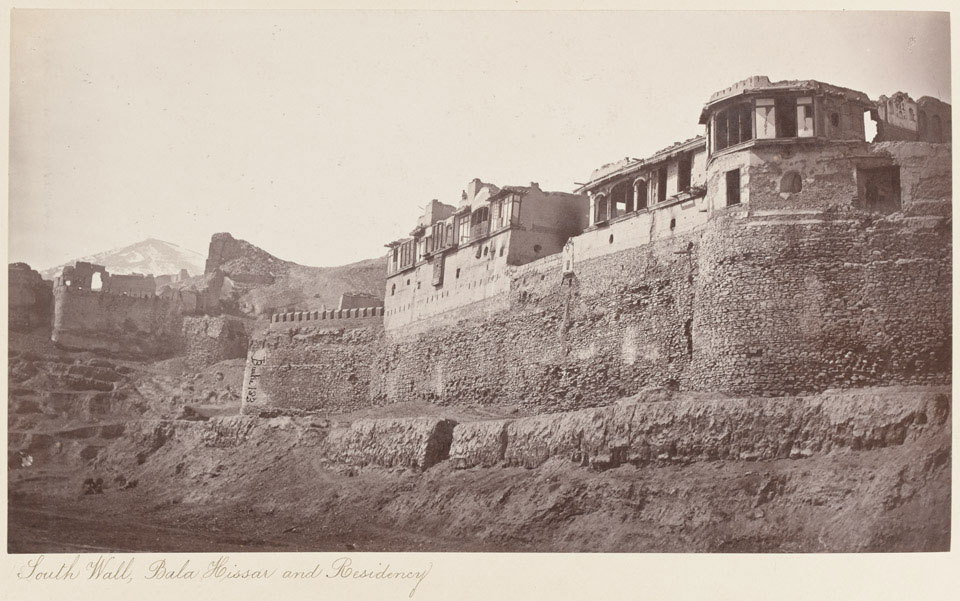
Una imatge de la fortalesa que recorre el mur cap a les residències britàniques, ocupades per l'enviat britànic Pierre Louis Cavagnari després de l'acord de Gandamak sota l'auspici de l'emir Yakub Jan al juliol del 1879. Dos mesos després, Cavagnari fou assassinat per milícies antibritàniques, començant així l'última fase de la Guerra anglo-afganesa, en què la fortalesa va ser destruïda

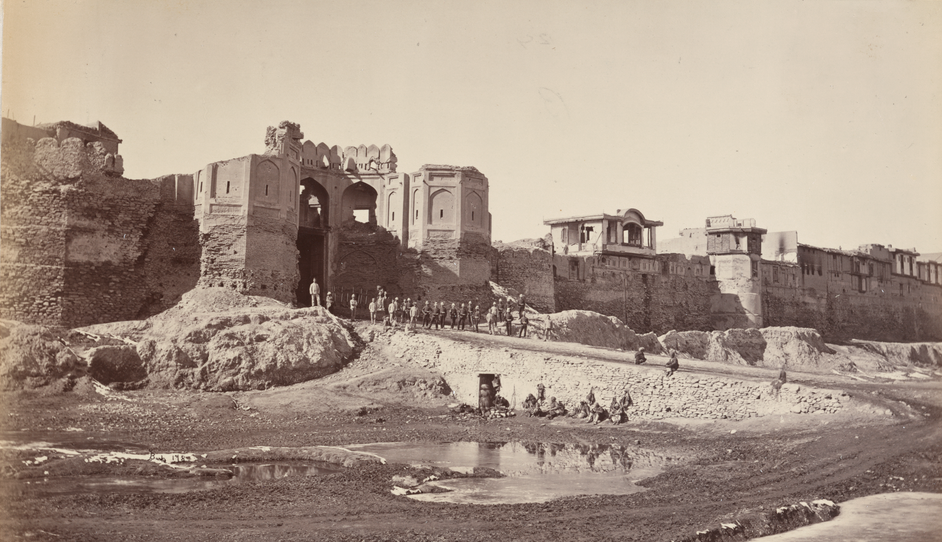
Fotografia de Bala Hissar presa entre 1878 i 1880 (durant o després de la Segona guerra anglo-afganesa), on es pot veure alguna estructura encara en peus. Aquestes serien arrasades pels britànics abans d'abandonar Kabul aquest mateix any. La imatge pertany a un àlbum amb retrats de persones, ciutats, pobles, paisatges, bases militars i estructures de l'Índia britànica, que és a la Biblioteca del Congrés dels Estats Units

Quan els mogols perderen Kabul, la fortalesa restà abandonada després de passar a mans perses i durranis, fins a l'arribada al poder del segon xa durrani, Timur Xa, el 1773. Després de traslladar la capital de Kandahar a Kabul (abans capital d'estiu del seu pare, Ahmed Xah), ocupà la ciutadella, i la feu principal residència reial. Entre altres, reconstruí un dels seus palaus i va utilitzar per primera vegada la fortalesa superior com a presó estatal i arsenal (amb estructures pròpies manades a construir durant el seu regnat). El seu successor, Xuja Xah Durrani, continuà ampliant la fortalesa, substituí moltes construccions mogoles per altres contemporànies de majors dimensions.

### Edat contemporània
Com a principal fortalesa de la regió, Bala Hissar fou escenari d'alguns fets clau tant en la Primera guerra anglo-afganesa (1838-1842) com en la segona (1878-1880). En el marc d'aquesta darrera, l'administrador militar i enviat britànic a Kabul, Pierre Louis Napoleon Cavagnari, fou assassinat al setembre del 1879 dins la fortalesa, succés que causà un aixecament popular que desencadenà la segona guerra. És quan l'estructura sofreix danys importants després de ser incendiades les dependències britàniques i, més tard, quan exclatà l'armeria plena d'explosius. A causa de les acarnissades batalles a la ciutadella en totes dues guerres, fou considerada pels britànics un símbol de la rebel·lió contra el seu imperi. El mariscal Frederick Roberts, dels més destacats estrategs victorians de l'època, volia demolir la fortalesa per complet, però al final, en la primavera del 1880, es va optar per reforçar-la lleugerament amb fortificacions provisionals, uns mesos abans que els britànics abandonassen l'Afganistan. Abans de marxar, Roberts ordenà arrasar la major part de les construccions que encara restaven dempeus, tant de l'època mogol com de la durrani, i deixà la fortalesa en ruïnes.(10)
Bala Hissar fou abandonada en la dècada dels 1890.

#### Segle XX-actualitat
A l'agost del 1979 ocorregué l'aixecament de Bala Hissar, una insurrecció organitzada per grups antigovernamentals d'insurgents i oficials rebels de l'Exèrcit afganés que van ocupar la fortalesa un any després de la Revolució de Saur, que instaurà el comunisme al país. Com a conseqüència, la ciutadella fou bombardejada per avions MiG, tancs i artilleria del Govern del PDPA, i desenes d'insurrectes foren arrestats i assassinats després de judicis sumaris. La fortalesa, ja en mal estat, encara fou més danyada.
Durant la Guerra Civil afganesa (1992-1996), el 1994, Bala Hissar tornà a ser centre d'accions violentes durant els enfrontaments entre les faccions d'Ahmad Shah Massud i Gulbudin Hekmatiar. De nou, gran part de les restes de la fortalesa fou danyada. Abans que els talibans controlaren el país el 2021, la ciutadella servia de caserna general de la 55a Divisió de l'Exèrcit Nacional Afganés. Algunes restes de tancs, artilleria i armament pesant destruïts en les darreres dècades estan escampats pel vessant de la fortalesa.

## Conservació
En les darreres dècades hi ha hagut plans per restaurar Bala Hissar com a parc arqueològic i museu a l'aire lliure, perquè la seua silueta és un dels símbols de la capital afganesa. El 2 de febrer del 2021, el ministre afganés d'Informació i Cultura, Mohammad Tahir Zuhair, signà un memoràndum d'entesa amb l'Agakan Trust for Culture, pel finançament de la consolidació de les muralles, així com la creació del parc arqueològic. El fons s'anava a encarregar del gruix del finançament, que seria completat per altres organitzacions: l'Aliança Internacional per a la Protecció del Patrimoni en Zones de Conflicte), amb base a Ginebra, expressà la seua intenció de dedicar uns 2,6 milions de dòlars al projecte, i el Govern de l'Índia es comprometé a un milió de dòlars més.
Hui, l'acord no s'ha executat per la situació política que viu Afganistan.